# Медіна (Огайо)
Медіна (англ. Medina) — місто (англ. city) в США, в окрузі Медіна штату Огайо. Населення — 26 094 особи (2020).

## Географія
Медіна розташована за координатами 41°8′5″ пн. ш. 81°52′10″ зх. д. / 41.13472° пн. ш. 81.86944° зх. д. (41.134636, -81.869513).  За даними Бюро перепису населення США в 2010 році місто мало площу 30,52 км², з яких 29,97 км² — суходіл та 0,54 км² — водойми.

## Демографія
Згідно з переписом 2010 року, у місті мешкало 26 678 осіб у 10 382 домогосподарствах у складі 6991 родини. Густота населення становила 874 особи/км².  Було 11152 помешкання (365/км²).
Расовий склад населення:
| - 93,3 % — білих - 3,1 % — чорних або афроамериканців - 0,9 % — азіатів - 0,1 % — корінних американців |

До двох чи більше рас належало 2,1 %. Частка іспаномовних становила 1,8 % від усіх жителів.
За віковим діапазоном населення розподілялося таким чином: 28,3 % — особи молодші 18 років, 60,1 % — особи у віці 18—64 років, 11,6 % — особи у віці 65 років та старші. Медіана віку мешканця становила 36,4 року. На 100 осіб жіночої статі у місті припадало 92,5 чоловіків;  на 100 жінок у віці від 18 років та старших — 87,4 чоловіків також старших 18 років.
Середній дохід на одне домашнє господарство  становив 70 694 долари США (медіана — 55 370), а середній дохід на одну сім'ю — 84 934 долари (медіана — 72 600). Медіана доходів становила 52 240 доларів для чоловіків та 36 957 доларів для жінок. За межею бідності перебувало 12,5 % осіб, у тому числі 18,7 % дітей у віці до 18 років та 6,1 % осіб у віці 65 років та старших.
Цивільне працевлаштоване населення становило 13 108 осіб. Основні галузі зайнятості: освіта, охорона здоров'я та соціальна допомога — 20,3 %, виробництво — 14,4 %, роздрібна торгівля — 13,5 %.